# Paniuki
Paniuki – dawny folwark, obecnie uroczysko w miejscu położonym na Białorusi, w obwodzie grodzieńskim, w rejonie grodzieńskim, w sielsowiecie Obuchowo.

## Historia
Dawniej folwark był własnością Lakiewiczów, położony był w województwie trockim Rzeczypospolitej Obojga Narodów. W czasach zaborów w granicach Imperium Rosyjskiego, w guberni grodzieńskiej. W latach 1921–1939 folwark leżał w Polsce, w województwie białostockim, w powiecie grodzieńskim, w gminie Żydomla.
Miejscowość należała do parafii prawosławnej w Skidlu i rzymskokatolickiej w Kaszubińcach. Podlegała pod Sąd Grodzki w Skidlu Okręgowy w Grodnie; właściwy urząd pocztowy mieścił się w Żydomli.
W wyniku napaści ZSRR na Polskę we wrześniu 1939 miejscowość znalazła się pod okupacją sowiecką. 2 listopada została włączona do Białoruskiej SRR. 4 grudnia 1939 włączona do nowo utworzonego obwodu białostockiego. Od czerwca 1941 roku pod okupacją niemiecką. 22 lipca 1941 r. włączona w skład okręgu białostockiego III Rzeszy. W 1944 miejscowość została ponownie zajęta przez wojska sowieckie i włączona do obwodu grodzieńskiego Białoruskiej SRR.
Od 1991 wchodzi w skład Białorusi.